# Nesterowce (rejon tarnopolski)
Nesterowce (ukr. Нестерівці) – wieś na Ukrainie w rejonie tarnopolskim należącym do obwodu tarnopolskiego.
Do 2020 w rejonie zborowskim.